# David Belle
David Belle (Fécamp, 29 d'abril de 1973) és un esportista i creador del parkour francès. Belle va començar practicant parkour quan tenia 15 anys, inspirat pel seu pare i les pel·lícules d'arts marcials. També és fundador de l'associació de parkour - PAWA (Parkour World Association, Associació mundial de parkour en anglès).

## Biografia
Va néixer el 29 d'abril de 1973 a Fécamp. Prové d'una família modesta dels afores parisenques. Educat pel seu avi matern, antic ajudant-cap de la brigada de bombers de París, David, es va criar en les seves heroïcitats, i amb la seva joventut, s'apassiona per tot allò que tracti l'acció pura. El seu pare, Raymond Belle, soldat i antic membre de la tropa Dalat, a Indoxina també fou bomber de París. David es torna adepte a l'atletisme, la gimnàstica, l'escalada i les arts marcials.
Als 15 anys, veient les capacitats que li oferix la pràctica intensiva d'aquests esports, decideix deixar el col·legi amb la finalitat de consagrar-se en la seva passió: l'esport. Córrer, saltar, escalar, suspendre's, mantenir-se en equilibri, desenvolupar la confiança en ell mateix, superar l'obstacle i continuar avançant, són per a ell una obsessió. Lliurar-se dels obstacles, de les dificultats, de les seves pors, i arribar allà on ha decidit gràcies a un treball tant físic com mental. Als 15 anys, arriba a Lisses, regió parisenca pròxima de Evry, on troba altres joves que el seguiran, com els Yamakasi, que va guiar durant 8 anys. Aconsegueix el títol nacional de primers auxilis, després del servei militar en 1993, obté el títol UFOLEP d'animador esportiu en gimnàstica però es lesiona el canell, després de la rehabilitació no retorna.
S'incorpora a la infanteria de marina on acaba comandant la seva promoció i fa record del seu regiment a pujar a pols la corda, diplomat honorífic de gimnàstica i primer en el curs esportiu de bombers del campionat d'Esonne. No obstant això, se sent oprimit per un ambient en el qual no quadra del tot. Viatja a l'Índia per obtenir el cinturó negre de Kung Fu xinès.

## Filmografia
- Babylon A.D.. Pel·lícula protagonitzada per en Vin Diesel.
- Belle va protagonitzar la pel·lícula Banlieue 13 (Sector 13, en francès), on ofereix grans demostracions de parkour.[1]
- També va tenir una aparició a Femme Fatale.[2]
- Va aparèixer a The Family el 2013